# Qendër Tomin
Qendër Tomin è una frazione del comune di Dibër in Albania (prefettura di Dibër).
Fino alla riforma amministrativa del 2015 era comune autonomo, dopo la riforma è stato accorpato, insieme agli ex-comuni di Fushë Çidhën, Kala e Dodës, Kastriot, Arras, Luzni, Maqellarë, Melan, Muhurr, Peshkopi, Selishtë, Sllovë, Lurë, Zall Dardhë e Zall Reç a costituire la municipalità di Dibër.

## Località
Il comune è formato dall'insieme delle seguenti località:
- Tomin
- Brezhdan
- Cetush
- Dohoshisht
- Pilafe
- Pollozhan
- Rashnopoje
- Selane
- Ushtelenze
- Bahute
- Staravec
- Shimcan
- Zimur
- Zdojan